# 彼女たちの関係
『 彼女たちの関係 』（かのじょたちのかんけい、仏： À la folie、英： 6 Days, 6 Nights ）は、1994年に公開されたフランス映画。アンヌ・パリロー、ベアトリス・ダル主演。

## キャスト
- アリス：アンヌ・パリロー
- エルザ：ベアトリス・ダル
- フランク：パトリック・オリニャック（フランス語版）
- トマス：アラン・シャバ
- サンダース：ベルナール・ヴェルレー（フランス語版）
- ベティ：マリー・ギラール（フランス語版）
- レイモンド：ジャン・クロード・デュ・ゴロ（フランス語版）